# 元系统
元系统在不同领域有不同定义，大多都围绕者系统和元这两个词。
大致来看，元系统是一个由一大堆有着共同特质但是却本身有着不同属性的系统组合。在某些学者看来，元系统并不全等于自创生理论中的系统的系统。